# Prosoplus albescens
Prosoplus albescens là một loài bọ cánh cứng trong họ Cerambycidae.